# Balletto delle donne
El balletto delle donne (literalmente, ballet de mujeres) fue un grupo de danza fundado por Margarita Gonzaga d'Este y que actuó junto al concerto delle donne.

## Historia
Cuando Margarita se mudó a Ferrara para casarse con el duque Alfonso II de Este, tenía apenas trece años. Su marido, para entretenerla, creó el concerto delle donne y ella quiso completar este grupo de cantantes, creando a su vez un grupo de baile, también femenino, para acompañar el canto de los madrigales y la música instrumental, tanto en carnaval como en otras celebraciones o con motivo de las visitas de importantes personalidades que eran muy frecuentes en la corte. Este tipo de espectáculo incluía coreografías, música y textos poéticos. Todos los componentes del ballet eran mujeres y algunas de ellas también formaban parte del concerto delle donne. Entre estas Laura Peverara (que se disfrazó con ropa de hombre al menos en una ocasión), Anna Guarini y Livia d'Arco, al menos en 1582 y 1583, así como Vittoria Bentivoglio, miembro de la primera formación del grupo.
En lugar de ser un baile espontáneo entre cortesanos, como lo había sido hasta 1579, el ballet se había convertido en un entretenimiento elaborado y ensayado. Este entretenimiento a menudo incluía travestismo que con frecuencia eran comentados por los cronistas contemporáneos. Alfonso asistió a estos espectáculos para complacer a su joven esposa, pero sin embargo no se involucró personalmente como Margarita, que bailaba ella misma, ni se involucró como en el concerto delle donne. Se compuso e interpretó un ballet con motivo de la boda de Laura Peverara el 22 de febrero de 1581.
Se escribieron las coreografías y los textos de los ballets, sin embargo, puede que no hayan sido impresos y quizás por eso ninguno de ellos ha llegado hasta nuestros días. Alfonso mantuvo en secreto los entretenimientos de su corte y un corresponsal contemporáneo escribió que los espectáculos eran tan «privados» que no se podía obtener un programa, ni siquiera enviarlo al cardenal Luis de Este. Luzzasco Luzzaschi e Ippolito Fiorini escribieron la música para el ballet y Giovanni Battista Guarini las letras, sin embargo, estas no se han conservado. Este tipo de entretenimiento probablemente continuó hasta el final de la corte de Este en 1597, cuando Alfonso murió y la ciudad fue anexada por los Estados Pontificios.